# Македонска лига
Македонската лига (на гръцки: Τὸ Κοινὸν Μακεδόνων) е военно-политически съюз по подобие на предходните древногръцки съюзи, който просъществувал от III век пр. Хр., т.е. от времето на Диадохите и Касандър - до края на Четвъртата македонска война със създаването на Македония (римска провинция).
Македонската лига значително се различава от предходните древногръцки полисни съюзи, имайки за свои институции със собствени финанси – общовойсково събрание, провинциален съвет и религиозни учреждения.
Източниците които навеждат информация за Македонската лига или съюз са Тит Ливий и Полибий. Единствените епиграфски паметници за съюза са две посвещения на македонския цар Филип V, единото от остров Делос, а другото от Самотраки.